# Senegal (fluviu)

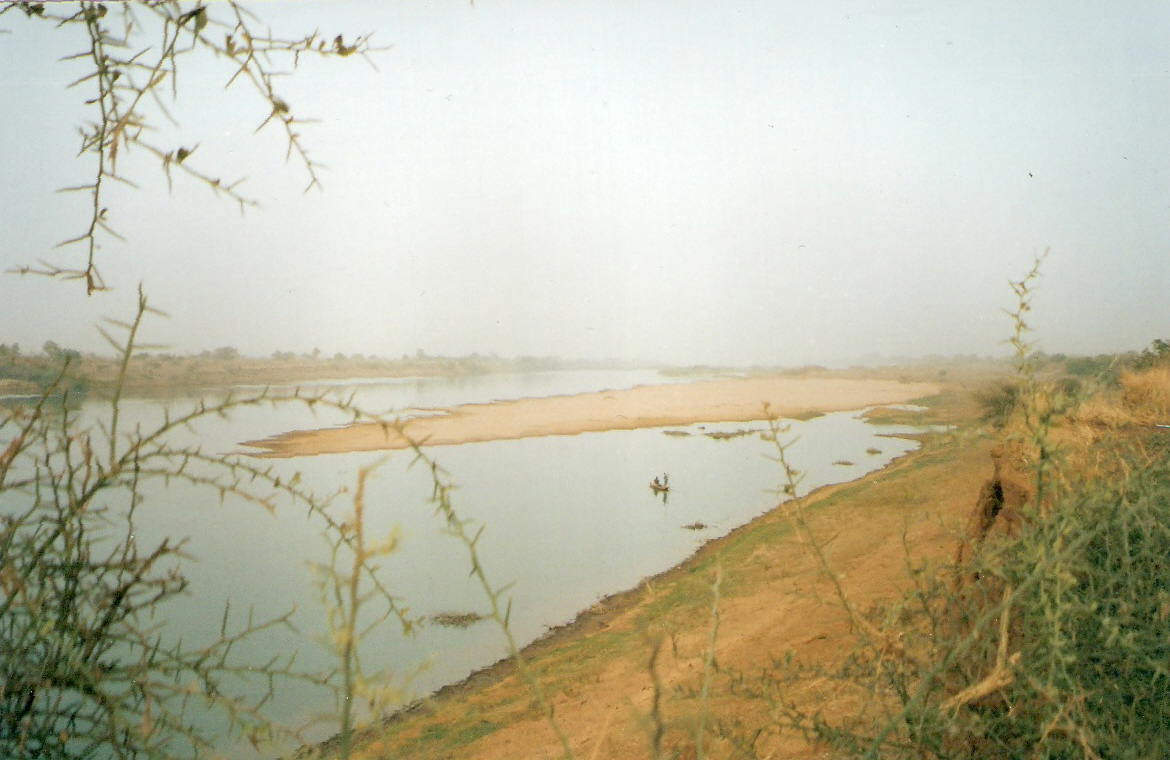
Fluviul Senegal

Fluviul Senegal izvorăște cu numele de Bafing în podișul Fouta Djalon din Guineea și curge spre nord-est, penetrând frontiera cu Mali. După confluența cu Baoule primește numele de Senegal și formează frontiera dintre Mauritania și Senegal, curgând spre nord-vest. Se varsă în Oceanul Atlantic, lângă orașul Saint Louis, formând o deltă neregulată cu numeroase insule. Este navigabil în cursul inferior, în cursul superior prezintă porțiuni rapide. 
- lungime - 1790 km
- altitudinea izvorului - 750 m (Guineea)
- debitul mediu - 680 m3/s
- suprafața bazinului - 270.000 km2